# Bukowo
Bukowo (tysk: Stettin-Buchholz) er en bydel i Stettin beliggende på Warszewobakkerne.
Bydelen betjenes af bybuslinjerne F, 58, 63, 101, 107, samt natbuslinjen 524.